# Michel Mulder
Michel Mulder (Zwolle, 27 februari 1986) is een voormalig Nederlands langebaanschaatser en huidig trainer. Zijn tweelingbroer Ronald Mulder was een van zijn concurrenten. Hij was gespecialiseerd in de korte afstanden. Mulder reed sinds seizoen 2009-2010 bij het voormalige Team APPM dat verder is gegaan onder naam Team Beslist.nl, waar hij getraind werd door Gerard van Velde. In het seizoen 2016-2017 werkte hij samen met Desly Hill bij Team Victorie. Bij de start van het nieuwe schaatsseizoen keerde hij weer terug bij het oude nest en werd herenigd met Van Velde en Team Plantina. Zijn belangrijkste prestatie op de ijsbaan werd geleverd op 10 februari 2014, toen hij in Sotsji olympisch kampioen werd op de 500 meter. Ook werd hij op 12 februari 2014 derde op de 1000 meter.

## Biografie

### Schaatscarrière
De gebroeders Mulder lieten voor het eerst van zich horen in 2006. Tijdens het NK Sprint lootten ze tegen elkaar op de 500 meter en reden ze naar precies dezelfde tijd. Later op de IJsbaan van Deventer behaalden ze samen het baanrecord op de 100 meter tijdens een supersprintwedstrijd.
Tijdens het NK Supersprint 2009 wist Michel Mulder door tweemaal een 100 en 300 meter beslag te leggen op de tweede plek, achter de supersprintkampioen Jan Smeekens. Op 29 november 2009 won Mulder de Utrecht City Bokaal. Op 10 maart 2012 won Mulder de tweede omloop van de 500 meter tijdens de wereldbekerfinale in Berlijn in 35,01. Op 25 maart 2012 won hij de zilveren medaille tijdens het wereldkampioenschap afstanden op de 500 meter. Hij won de tweede omloop in een nieuw baanrecord van 34,66. Uiteindelijk kwam Mulder 0,01 seconde tekort voor de eindoverwinning.
In het inline-skaten won Michel Mulder meerdere medailles tijdens Europese kampioenschappen. Bij de Wereldkampioenschappen in 2011 wist hij een derde plaats te veroveren bij de 500 meter op de weg. In 2012 werd hij wereldkampioen op de 500 meter op de weg, en derde bij de 200 meter tijdrijden op de weg.
Tijdens het WK Sprint van 2013, dat plaatsvond in Salt Lake City, werd Michel Mulder wereldkampioen in een wereldrecord puntentotaal (136.790). Hij volgde hiermee Stefan Groothuis op als wereldkampioen. Naast Michel Mulder stonden Pekka Koskela en Hein Otterspeer op het podium. Een jaar later verdedigde hij succesvol zijn titel in Nagano, voor Shani Davis die hem in de tweede omloop op de 500 meter voorlangs liet kruisen en zo geen tijdverlies liet oplopen.
Op 10 februari 2014 werd Mulder olympisch kampioen op de 500 meter, met slechts twaalf duizendste van een seconde verschil op Jan Smeekens. Op 12 februari 2014 won Mulder brons op de 1000 meter op de Olympische Winterspelen 2014. Voor zijn verdiensten op deze Olympische Spelen is hij benoemd tot Ridder in de Orde van Oranje-Nassau. Tevens werd dat jaar aan hem de Duidelijketaalprijs toegekend.
Aan het begin van het schaatsseizoen 2014-2015 stapte Mulder na de NK afstanden op het vliegtuig voor deelname aan de wereldkampioenschappen inline-skaten 2014 in Argentinië. Daar behaalde Mulder brons op de 500 meter (weg) en goud met de Nederlandse aflossingsploeg.

### Trainerschap
Begin 2020 gaf Mulder aan om, wegens motivatieproblemen, te stoppen met wedstrijdschaatsen. Hij overwoog om zijn oude beroep van gymnastiekleraar weer op te pakken en schaatstrainer te worden. In de schaatsseizoenen 2020/2021 en 2021/2022 was hij naast Desly Hill de tweede assistent van Gerard van Velde bij schaatsteam Reggeborgh. In de zomer van 2022 haalde Mulder zijn diploma schaatstrainer-coach niveau 4 (ST4). Mulder gaf in een interview aan dat hij zowel als sporter als trainer, enthousiast wordt van het combineren van het schaatsen en inlineskaten.
In het seizoen 2022-2023 nam hij de tijd voor wat afwisseling. Hij rondde een studie coaching af aan het Johan Cruyff Institute; was schaatsanalist bij de NOS; en deed mee aan het televisiezangprogramma Secret Duets waarin hij liet zien dat hij ook zangtalent heeft.
In 2023 werd hij performance coach bij Team Novus, de ploeg van coach Daniel Greig met onder andere Vanessa Herzog, Sandrine Tas, Mathias Vosté, Dione Voskamp en Cornelius Kersten. De ploeg doet ook aan talentontwikkeling voor de Belgische, Britse en Franse schaatsbond. Mulder is daarom onder meer coach van Laurens Bergé die samen met Bart Swings en Jason Suttels in de Belgische ploegenachtervolging uitkomt. Op het EK van 2024 werd Mulder genoemd als bondscoach van de Belgen.

## Records

### Persoonlijk records
| Afstand    | Tijd    | Datum            | Baan           |
| ---------- | ------- | ---------------- | -------------- |
| 100 meter  | 9,60    | 26 december 2014 | Heerenveen     |
| 300 meter  | 22,36   | 26 december 2014 | Heerenveen     |
| 500 meter  | 34,26   | 15 november 2013 | Salt Lake City |
| 1000 meter | 1.07,46 | 16 november 2013 | Salt Lake City |
| 1500 meter | 1.48,35 | 20 maart 2011    | Calgary        |
| 3000 meter | 4.09,63 | 13 januari 2008  | Heerenveen     |
| 5000 meter | 7.31,06 | 11 november 2007 | Heerenveen     |

### Wereldrecords
| Nr. | Afstand        | Tijd    | Datum           | Baan           |
| --- | -------------- | ------- | --------------- | -------------- |
| 1.  | Sprintvierkamp | 136,790 | 27 januari 2013 | Salt Lake City |

#### Wereldrecords laaglandbaan (officieus)
| Nr. | Afstand   | Tijd  | Datum            | Baan       |
| --- | --------- | ----- | ---------------- | ---------- |
| 1.  | 500 meter | 34,31 | 27 december 2013 | Heerenveen |

## Resultaten
| Jaar | NK Afstanden                             | NK Sprint                                         | WK Sprint                                             | WK Afstanden      | Wereldbeker                               | Olympische Spelen     |
| ---- | ---------------------------------------- | ------------------------------------------------- | ----------------------------------------------------- | ----------------- | ----------------------------------------- | --------------------- |
| 2006 | 17e 500 m (17e, 17e)                     | 17e (20e, 15e, 15e, 20e)                          |                                                       |                   |                                           |                       |
| 2007 | 17e 500 m (19e, 16e) 21e 1000 m          | DQ (DQ, 19e, 23e, NS)                             |                                                       |                   |                                           |                       |
| 2008 | 17e 500 m (19e, 10e) 13e 1000 m          | 18e (20e, 19e, 16e, 18e)                          |                                                       |                   |                                           |                       |
| 2009 | 17e 500m (17e, 17e)                      | 12e (12e, 12e, 11e, 13e)                          |                                                       |                   |                                           |                       |
| 2010 | 7e 500 m (10e, 5e) 17e 1000 m 23e 1500 m | 7e · (, 6e, 8e, 8e)                               |                                                       |                   | 39e 500 m                                 |                       |
| 2011 | DQ 500 m (10e, DQ) 11e 1000 m            | 4e (8e, 9e, 4e, 5e)                               |                                                       |                   |                                           |                       |
| 2012 | 500 m (, ) · 4e 1000 m ·                 | 5e · (8e, 10e, , ) ·                              |                                                       | 500 m (5e, ) ·    | 6e 500 m 11e 1000 m 15e Grand World Cup   |                       |
| 2013 | 500 m (, ) · 5e 1000 m ·                 | Sprint · 500 m · 3e 1000 m · 8e 500 m · 1000 m    | Sprint · 5e 500 m · 1000 m · 16e 500 m · 1000 m       | 4e 500 m (6e, ) · | 500 m · 5e 1000 m · 10e Grand World Cup · |                       |
| 2014 | 500 m (, ) · 5e 1000 m ·                 | Sprint · 500 m · 4e 1000 m · 500 m · 6e 1000 m    | Sprint · 500 m · 5e 1000 m · 500 m · 1000 m           |                   | 500 m · 4e 1000 m · 4e Grand World Cup ·  | 500 m (, ) · 1000 m · |
| 2015 | 500 m (, ) · 8e 1000 m                   | Sprint · 500 m · 7e 1000 m · 500 m · 5e 1000 m    | 4e Sprint · 500 m · 10e 1000 m · 5e 500 m · 8e 1000 m | 500m              | 4e 500 m                                  |                       |
| 2016 | 8e 500 m (9e, 6e)                        | 6e Sprint 11e 500 m 12e 1000 m 4e 500 m 5r 1000 m |                                                       |                   |                                           |                       |
| 2017 | 6e 500 m                                 | 6e Sprint 4e 500 m 10e 1000 m 5e 500 m 7e 1000 m  |                                                       |                   |                                           |                       |
| 2018 | 9e 500 m 10e 1000 m                      | 4e Sprint · 500 m · 6e 1000 m · 500 m · 1000 m    |                                                       |                   |                                           |                       |
| 2019 | 6e 500 m 16e 1000 m                      | 5e Sprint · 500 m · 9e 1000 m · 500 m · 5e 1000 m |                                                       |                   |                                           |                       |
| 2020 | 9e 500 m                                 |                                                   |                                                       |                   |                                           |                       |

### Wereldbekerwedstrijden
| Jaar | 500m                                         | 1000m                           |
| ---- | -------------------------------------------- | ------------------------------- |
| 2010 | -, 6eB, B, 6eB, -, -, -, -, -, -, -, -       |                                 |
| 2012 | 9e, 19e, 10e, 18e, B, 8e, 14e, 5e, 5e, , 8e, | 16e, 18e, -, 7eB, B, 4e, 9e     |
| 2013 | 6e, 19e, , 4e, , 8e, 13e, , 7e, 5e, 5e,      | -, B, 7e, 7e, 6e, , 5e, 12e, 5e |
| 2014 | 4e, 9e, , 4e, 12e, 6e, , , 5e, , 6e,         | 9e, 5e, , , 10e, 7e             |
| 2015 | -, -, -, -, , 7e, 4e, 7e                     |                                 |

Legenda:
B = B-Divisie bij Wereldbeker, overig is A-Divisie
NF = niet gefinisht
DQ = gediskwalificeerd

## Trivia
- In het voorjaar van 2024 deed Mulder mee aan het RTL 4-musicalprogramma Stars on Stage, hierbij kwam hij als winnaar uit de strijd.[14] Een dag later maakte Mulder bekend dat hij zijn eerste single 'Ik hoor bij jou' had uitgebracht.[15]
- In 2024 zong Mulder samen met zijn nichtje Julia in het RTL 4-programma DNA Singers.
- Op 1 januari 2025 zong Mulder tijdens het Nederlandse kampioenschappen marathonschaatsen op kunstijs 2025 het Wilhelmus voor de winnaars tijdens de medailleceremonie.
- In 2025 deed Mulder mee als dragqueen aan het RTL 4-programma Make Up Your Mind.
- In 2025 deed Mulder samen met zijn broers mee aan het SBS6-programma De kwis met ballen VIPS.

- International Standard Name Identifier: 0000 0004 2331 5400
- Nederlandse Thesaurus van Auteursnamen: 369464044
- Virtual International Authority File: 305832767
- WorldCat: E39PBJgmQJwVgjmF4HJxD9JCcP

1924: Charles Jewtraw ·
1928: Clas Thunberg/Bernt Evensen ·
1932: Jack Shea ·
1936: Ivar Ballangrud ·
1948: Finn Helgesen ·
1952: Ken Henry ·
1956: Jevgeni Grisjin ·
1960: Jevgeni Grisjin ·
1964: Richard McDermott ·
1968: Erhard Keller ·
1972: Erhard Keller ·
1976: Jevgeni Koelikov ·
1980: Eric Heiden ·
1984: Sergej Fokitsjev ·
1988: Uwe-Jens Mey ·
1992: Uwe-Jens Mey ·
1994: Aleksandr Goloebev ·
1998: Hiroyasu Shimizu ·
2002: Casey FitzRandolph ·
2006: Joey Cheek ·
2010: Mo Tae-bum ·
2014: Michel Mulder ·
2018: Håvard Holmefjord Lorentzen ·
2022: Gao Tingyu